# Souagui
Souagui, Stephane Gsell durant la colonisation, est une commune de la wilaya de Médéa en Algérie.

## Géographie
La commune est située dans le tell central algérien dans l'Atlas tellien (mont de Titteri) à environ 115 km au sud d'Alger et à 63 km au sud-est de Médéa et à 45 km au sud-est de Berrouaghia  et à 35 km au nord de Chellalet El Adhaoura et à 45 km au sud de Tablat et à 25 km au sud de Beni Slimane et à 83 km au sud-ouest de Bouira.
| Khams Djouamaa | Bouskene   | Beni Slimane, Bir Ben Abed |
| Ouled Deide    | Souagui    | Djouab                     |
| Rebaia         | Sidi Ziane | Sidi Zahar                 |

## Histoire

### Le monastère d'Aïn-Tamda
Les ruines de l'église d'Aïn-Tamda, situées à quinze kilomètres à l'ouest de Djouab (Masqueray sous la colonisation française, Rapidum dans l'antiquité) et à trois kilomètres au nord de la route de Sour-el-Ghozlane à Berrouaghia, se trouvevaient dans la plaine nue près d'une belle source qui se perd bientôt dans un marais, d'où leur nom. Lors de leur exploration à la fin du XIXe et au début du XXe siècle, les abords de l'église n'étaient pas habités et aucune trace d'anciennes habitations n'a été découverte dans les environs directs. Cependant, la région n'était nullement un désert : dans l'antiquité, de grosses fermes étaient présentes, dont les ruines auraient encore été visibles au creux d'un vallon proche de l'église lors des fouilles.
Seston a clairement observé l'abside complètement dégagée de la nef; des bases de colonnes grossières et de grandes pierres de taille suggéraient l'existence d'une double colonnade et d'un porche; "à gauche, le long du porche, on apercevait les vestiges de plusieurs salles". Ses fouilles de 1927 ont révélé une église orientée du sud-sud-est au nord-nord-ouest, d'une longueur totale de 25 mètres, avec une abside faisant une saillie de 5,50 m vers l'extérieur. Douze colonnes en calcaire bleu du pays, avec leurs chapiteaux, étaient couchées sur le sol de la nef principale; toutes ont été retrouvées, ainsi que trois des quatre demi-colonnes qui réduisaient la largeur de la nef à ses deux extrémités, ainsi que les claveaux de l'arc triomphal. En revanche, aucune trace des tuiles de la toiture n'a été retrouvée lors des fouilles, ce qui suggère que l'église, abandonnée et pillée depuis longtemps, n'a pas été réutilisée à d'autres fins par la suite. Le pavement des trois nefs n'a pas survécu; il n'y avait jamais eu de mosaïque, seulement des carreaux de brique. Un escalier formé de trois dalles aux joints parfaits menait au chœur. Bien que pavé de minces plaques de calcaire blanc soigneusement polies, le pavement du chœur n'a été retrouvé que sous forme de débris le long du mur, en raison du pillage des tombes qui encombraient le sol de cette partie de l'église.
L'autel, probablement situé à l'avant du chœur dans la nef, avait disparu depuis longtemps, seules ses fondations en maçonnerie grossière ayant été retrouvées. En revanche, une reconstitution de l'arc triomphal serait possible avec les claveaux retrouvés sur le sol. Les colonnes de la nef supportaient un mur d'une hauteur de plus de deux mètres, probablement percé des fenêtres éclairant l'église. Près du porche, à gauche en entrant dans l'église, une petite cuve de pierre polie a été découverte, dépourvue de toute inscription ou décoration à l'extérieur. Ce humble bénitier reposait sur le sol, contrairement aux autres bassins similaires découverts en Afrique, qui étaient placés sur une colonnette de pierre.
La décoration de l'église semblait très modeste, certaines pierres ayant déjà été réutilisées ailleurs. Par exemple, la base d'une colonne portait une inscription funéraire que Gsell a publiée; une colonne milliaire et une stèle, qui pourrait avoir été dédiée par les décurions de Rapidum à Sévère Alexandre, avaient été intégrées dans les murs de l'église. Bien que les claveaux de l'arc triomphal et la clef de voûte aient été soigneusement taillés, aucune tentative n'avait été faite pour les orner de motifs tels que des couronnes ou des pampres, contrairement à ce que l'on trouve souvent dans d'autres églises contemporaines. Les chapiteaux portaient des volutes d'un style ionique grossier, similaires à ceux observés à Tipasa, dans une partie de la basilique de Sainte-Salsa datant de la première moitié du VIe siècle,. Ce rapprochement donnerait un repère chronologique d'autant plus important que le monument est dépourvu de toute sculpture, mosaïque ou inscription.
Un détail intéressant pour dater le monument est une fourche à trois branches égales, haute d'une quinzaines de cm, gravée profondément dans la pierre sur deux colonnes de la nef. Cela pourrait être l'équivalent d'un graffito, témoignant de la foi catholique des fidèles fréquentant l'église. En Afrique, où la controverse sur la Trinité a provoqué de nombreux troubles, ces trois branches égales de la fourche devaient exprimer, face à l'arianisme, l'affirmation catholique de l'unité de substance et de l'égalité de puissance des trois personnes divines. L'église d'Aïn-Tamda semble donc avoir été construite par des catholiques affirmant leur foi nicéenne face aux Ariens.
Cependant, malgré ces indications, les origines chrétiennes de la région restent mal connues et il est difficile d'affirmer avec certitude que l'église d'Aïn-Tamda date de la fin du Ve siècle ou du début du VIe siècle. Les Vandales, qui avaient obtenu la cession de certaines régions en 442, ne contrôlaient pleinement les Maurétanies qu'à partir de 474, période où les Ariens persécutaient les catholiques. L'église catholique d'Aïn-Tamda pourrait donc être antérieure à 474 ou postérieure à 533, lorsque le catholicisme a été restauré sous le règne de Bélisaire et des Byzantins. Cependant, faute de données plus précises sur les origines chrétiennes de la région, il est difficile d'établir une datation exacte.
Bien que l'église, telle qu'elle a été découverte lors des fouilles, soit en ruines, dépouillée de toute décoration, sans autel ni reliquaire, son intérêt dépasse ces aspects. Elle fait partie d'un ensemble de constructions jusqu'ici peu connues en Afrique du Nord, à savoir un monastère. Les fouilles ont mis au jour des fondations permettant de reconstituer le plan complet du bâtiment, qui mesurait 58,25 m de longueur et avait une largeur de 29 mètres à l'est, réduite à 25,30 m le long de l'église. L'unique entrée du monastère se trouvait dans le mur est, donnant sur un couloir menant à une grande cour, entourée de grandes pièces de différentes longueurs mais toutes de 4 mètres de large sur les petits côtés du rectangle et de 4,40 m sur les deux autres. L'état des ruines n'a pas permis de déterminer la fonction de chacune de ces grandes salles. Aucune trace d'une colonnade intérieure, qui aurait entouré la cour, n'a été trouvée. Seuls les murs du côté nord de la cour, mieux préservés, conservaient encore les seuils et les chambranles des portes. Le monastère n'avait qu'une seule entrée, au milieu d'une façade, et était entouré d'un mur épais, enfermant l'église et le couvent dans une enceinte unique. Tous les murs intérieurs avaient une largeur de 0,70 m à la base. Le couvent d'Aïn-Tamda n'a pas évolué à partir, ou à côté, d'une basilique plus ancienne, mais a été construit en même temps, formant dès le départ un ensemble cohérent. Il s'agit donc du premier groupe d'édifices religieux en Afrique du Nord construits ensemble pour former un monastère.

## Événement lié à la commune
En mars 2012, le maire de Souagui, refuse de délivrer l'autorisation d'inhumer, dans le territoire de sa commune, la dépouille de Mohamed Merah, le tueur au scooter de Toulouse.